# Aumühle
Aumühle település Németországban, Schleswig-Holstein tartományban. Lakosainak száma 3342 fő (2023. december 31.).

## Népesség
A település népességének változása:
| Lakosok száma | 3411 | 3156 | 3203 | 3275 | 3237 | 3269 | 3342 |
|               | 1975 | 2015 | 2017 | 2019 | 2021 | 2022 | 2023 |